# Eric Donald Maaldrink
Eric Donald Maaldrink (Zutphen, 9 juni 1908 – 4 augustus 1978) was een Nederlands burgemeester.
Hij werd geboren als zoon van Gerard Laurens Maaldrink (1880-1961) en Jessie Tatlow (1879-1965). Zijn vader is directeur geweest van het Zutphens bijkantoor van de Amsterdamsche Bank. Zelf is hij afgestudeerd in de rechten aan de Rijksuniversiteit Leiden en was daarna enige tijd als volontair werkzaam bij een verzekeringsmaatschappij. Eind 1935 ging hij als volontair werken bij de gemeentesecretarie van Woubrugge. Twee jaar later werd hij benoemd tot eerste ambtenaar ter secretarie bij de gemeente Ambt Vollenhove. Vanaf april 1941 was Maaldrink waarnemend burgemeester van Wierden nadat burgemeester Van den Berg daar met ziekteverlof was gegaan. Enkele maanden later overleed deze en in december van dat jaar werd Maaldrink daar burgemeester. In 1944 werd hij ontslagen maar in 1946, een jaar na de bevrijding, werd hij eerst waarnemend burgemeester van Wierden en in december van dat jaar weer burgemeester. Midden 1973 ging Maaldrink met pensioen en in 1978 overleed hij op 70-jarige leeftijd.

## Publicatie
- Beeld van de ontwikkeling der gemeente Wierden, uitgegeven bij het afscheid van Mr. E.D. Maaldrink als burgemeester van de gemeente Wierden op 30 juni 1973. Wierden, 1973